# Анувил Вилменил
Анувил Вилменил (фр. Annouville-Vilmesnil) насеље је и општина у северној Француској у региону Горња Нормандија, у департману Приморска Сена која припада префектури Авр.
По подацима из 2011. године у општини је живело 526 становника, а густина насељености је износила 90,38 становника/km². Општина се простире на површини од 5,82 km². Налази се на средњој надморској висини од 136 метара (максималној 137 m, а минималној 85 m).

## Демографија
| 1962. | 1968. | 1975. | 1982. | 1990. | 1999. | 2011. |
| ----- | ----- | ----- | ----- | ----- | ----- | ----- |
| 289   | 290   | 355   | 356   | 405   | 385   | 526   |

График промене броја становника у току последњих година